# Korokke
La korokke (コロッケ), depuis le néerlandais kroket, reprenant le français « croquette ») est une croquette de pomme de terre, généralement faite de purée de pommes de terre, mélangée avec de la viande de bœuf hachée et de l'oignon cuit. Une fois le tout mélangé, on forme des boulettes grosses comme une main, que l'on trempe dans un mélange de farine et de jaune d'œuf, puis dans la panure avant de les faire frire.
C'est en 1888, dans le livre intitulé 『軽便西洋料理法指南』 (Guide des méthodes de cuisine occidentales simples), qu'est pour la première fois nommé ce plat.
Très appréciée des Japonais, on la trouve assaisonnée (au curry par exemple) ou avec d'autres garnitures : potiron, crème avec crevette ou crabe, végétarien.